# 熊毛郵便局 (山口県)
熊毛郵便局（くまげゆうびんきょく）は、山口県周南市（旧・熊毛町）にある郵便局。民営化前の分類では無集配特定郵便局であったが、その後集配機能を再開した（後述）。

## 概要
住所：〒745-0699 山口県周南市高水原1-3-25
かつては集配郵便局であったが、2006年（平成18年）に集配業務を一旦徳山郵便局へ移管し、無集配郵便局となった。その後2016年（平成28年）、集配業務が徳山郵便局から再移管され、再び集配郵便局となった。

## 沿革
- 1872年8月4日（明治5年7月1日） - 熊毛郡樋口村今市に今市（いまいち）郵便取扱所として開設。
- 1875年（明治8年）1月 - 今市郵便局に改称。
- 1889年（明治22年）4月1日 - 熊毛郡高水村樋口今市から熊毛郡勝間村呼坂西町に移転し、呼坂（よびさか）郵便局に改称。
- 1957年（昭和32年）2月26日 - 熊毛郵便局に改称。
- 1966年（昭和41年）4月4日 - 熊毛郡熊毛町呼坂西町599から同町呼坂地方599-1に移転。
- 1999年（平成11年）12月6日 - 熊毛郡熊毛町呼坂地方599-1から同町大字安田樋ノ口12街区4-2（その後、市町村合併、住居表示の変更により周南市高水原1-3-25）に移転。
- 2006年（平成18年）9月11日 - 集配業務を徳山郵便局に移管[1]。
- 2007年（平成19年）10月1日 - 民営化。
- 2012年（平成24年）10月1日 - 日本郵便株式会社発足。
- 2016年（平成28年）3月7日 - 徳山郵便局から周南市旧熊毛町地域（八代を除く）の集配業務を再移管。

## 取扱内容
- 郵便、印紙、ゆうパック、内容証明
- 貯金、為替、振替、振込、国際送金、外貨両替・トラベラーズチェック、国債、投資信託
- 生命保険、バイク自賠責保険、自動車保険
- ゆうちょ銀行ATM
- 周南市内の一部地域（〒745-06xx）の集配業務
- ゆうゆう窓口

## 周辺
- 周南市熊毛総合支所
- 中央フード熊毛店
- 光警察署熊毛交番

## アクセス
- 防長バス ゆめプラザ熊毛停留所下車
- 山陽自動車道 熊毛ICから北へ約1km
- 山口県道8号徳山光線沿い
- 駐車場：あり